# Holotrichia opuana
Holotrichia opuana är en skalbaggsart som beskrevs av Saylor 1937. Holotrichia opuana ingår i släktet Holotrichia och familjen Melolonthidae. Inga underarter finns listade i Catalogue of Life.